# Grob G 115
Die Grob G 115 ist ein zweisitziges Schulflugzeug der Grob Aircraft AG aus Mindelheim in Schwaben.

## Geschichte
Die Grob G 115 entstand in den 1980er Jahren und ist konzipiert für Pilotenauswahlschulung, Anfänger- und Fortgeschrittenenausbildung und Kunstflugausbildung und Training. Vorbild waren die nur in geringer Stückzahl gebauten Vorläufer G 110 (Erstflug 6. Februar 1982) und G 112 (Erstflug 1984). Die G 110 war ebenfalls ein GFK-Tiefdecker mit festem Bugradfahrgestell und Boxermotor Lycoming O-235-M1 mit 87 kW. Am 24. Juli 1982 stürzte die Maschine bei der Trudelerprobung ab, worauf der zweite Prototyp nicht fertiggestellt wurde und man die G 112 mit Klapptragflächen, reduzierter Spannweite und geändertem Seitenleitwerk projektierte. Die erste Maschine erhielt einen Grob-2500E-Motor und die zweite einen Boxermotor Lycoming O-235-P1 mit 87 kW. Diese war jedoch ebenfalls nur Vorläufer zum Prototyp der erfolgreichen G 115, die gegenüber der G 112 nicht über klappbare Tragflächen und eine Schiebehaube anstelle der Kabinentüren verfügte.
Der Erstflug der G 115 erfolgte am 15. November 1985. Das Flugzeug erhielt im März 1987 seine Zulassung und wurde Ende 1988 nach FAR Part 23 zertifiziert. Bis März 2006 wurden etwa 360 Exemplare (81 G 115, 19 G 115A, 3 G 115B) gefertigt.
Die erste Serienversion hatte gegenüber dem Prototyp ein tiefer gelegtes Höhenleitwerk und verkleidete Räder, war jedoch mit dem Boxermotor Lycoming O-235-H2C mit 85 kW und Zweiblattpropeller untermotorisiert. Die ab 1989 ausgelieferte G 115A erhielt Verstellpropeller, die ab 1988 lieferbare G 115B den stärkeren Lycoming O-320-D2A mit 111 kW. Zu dieser Zeit wurde auch die viersitzige Weiterentwicklung G 116 mit einem Lycoming-IO-360-Motor mit 147 kW vorgestellt, die am 29. April 1988 den Erstflug hatte. Es blieb jedoch wegen fehlender Nachfrage bei diesem Prototyp. Ab 1990 ruhte die Produktion der G 115 und wurde erst 1993 mit der in vielen Details verbesserten G 115C wieder aufgenommen. Diese besaß als Antrieb den Boxermotor Lycoming IO-320 mit 119 kW und anstelle der 100-l-Rumpftanks zwei Flächentanks mit je 75 Liter Fassungsvermögen, wodurch ein Gepäckraum im Rumpf entstand.

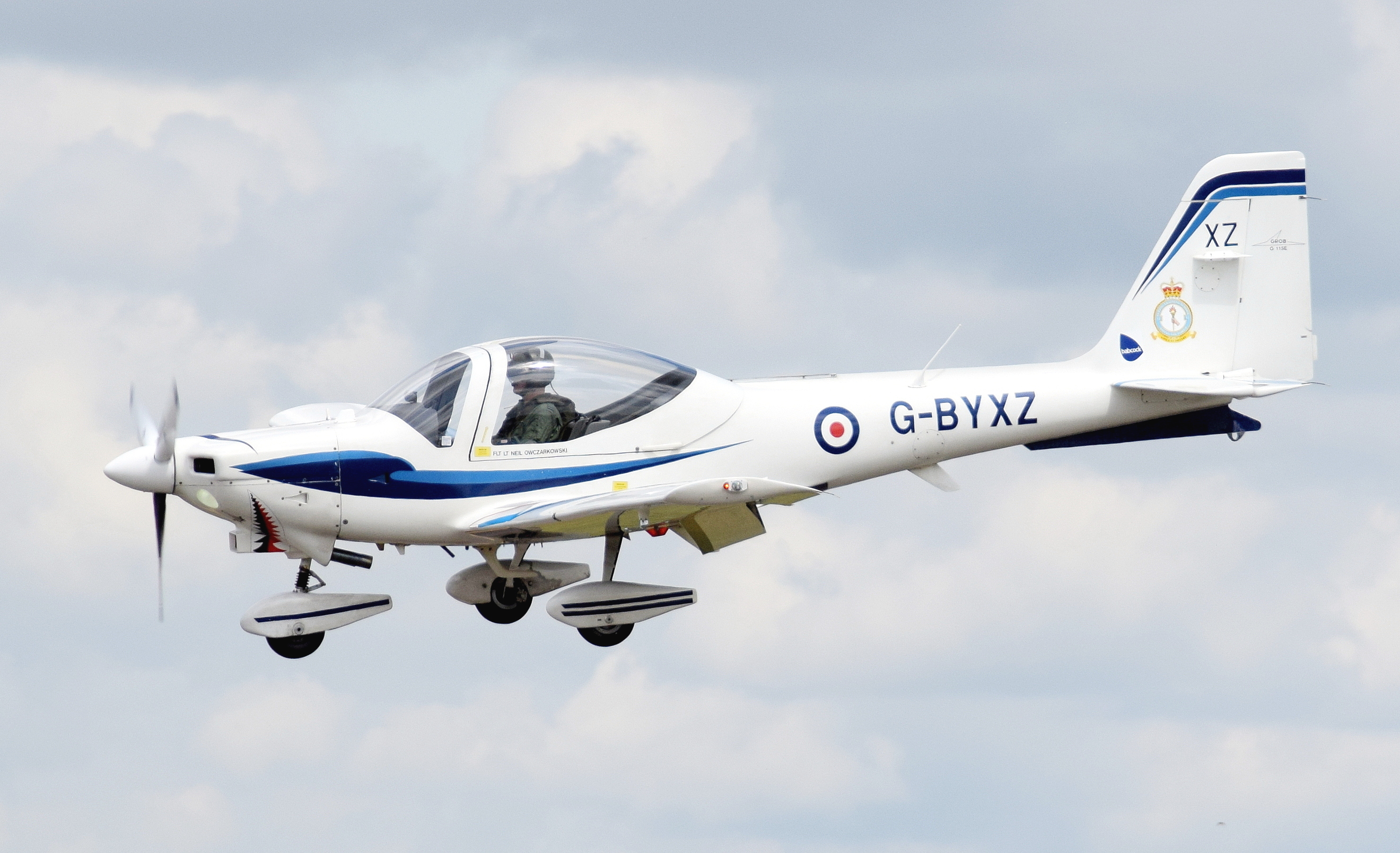
G 115 E im Flug

Die G 115 D/E/EG sind mit einem Lycoming-Boxermotor AEIO-360-B1F/B mit 134 kW ausgestattet, der für den Kunstflugeinsatz modifiziert wurde, um Schmierung und Treibstoffversorgung in allen Flugzuständen zu gewährleisten. Zur Leistungsübertragung wird ein 3-Blatt-Verstellpropeller eingesetzt.
Ende der 1980er Jahre beteiligte sich Grob mit der G 115T an einer Ausschreibung für ein leichtes Trainingsflugzeug zur Pilotenauswahl für die US-Luftstreitkräfte. Diese Maschine flog im Juni 1992 zum ersten Mal und war mit einem Einziehfahrwerk und Sechszylinder-Einspritzmotor Lycoming AEIO-540 mit 191 kW und Vierblatt-Verstellpropeller ausgerüstet. Da Grob nicht Gewinner der Ausschreibung wurde, ruhte das Projekt und wurde im Jahr 2000 als G 120A fortgeführt.
Alle G 115 sind vollständig aus Faserverbundwerkstoffen hoher Oberflächengüte hergestellt und haben daher eine besonders hohe aerodynamische Güte. Durch die zugelassenen maximalen Lastvielfachen von +6/−3g ist die G 115 voll kunstflugtauglich.
Nach der Insolvenz von Grob im Jahr 2008 ruhte die Produktion zunächst, wurde aber nach der Übernahme von Grob durch H3-Aerospace 2009 wieder aufgenommen.

## Versionen
- G 115, G 115A: Originalversion bis 1990 gebaut mit Textron Lycoming O-235-H2C (85 kW), Zweiblattpropeller und 590 kg Leermasse
- G 115B: leistungsstärkerer Motor Lycoming O-320, 670 kg Leermasse
- G 115C: leicht veränderte Zelle, Flächentanks mit höherem Kraftstoffvorrat
- G 115D: kunstflugzugelassene Version, Lycoming AEIO-360, Dreiblatt-Verstellpropeller
- G 115E/EG: militärische Version für die Royal Navy und Royal Air Force

### Technische Daten
| Kenngröße                        | Daten (G 115 E)                                 |
| -------------------------------- | ----------------------------------------------- |
| Besatzung                        | 1+1                                             |
| Spannweite                       | 10,0 m                                          |
| Flügelfläche                     | 12,2 m²                                         |
| Länge                            | 7,54 m                                          |
| Höhe                             | 2,4 m                                           |
| max. Startmasse                  | 990 kg                                          |
| Mindestgeschwindigkeit           | 96 km/h CAS                                     |
| Reisegeschwindigkeit bei 75 %    | 230 km/h TAS                                    |
| max. Reichweite bei 45 %         | 1150 km                                         |
| Antrieb                          | ein Lycoming AEIO-360-B1F/B mit 180 PS (132 kW) |
| Tankinhalt                       | 143 l                                           |
| Startstrecke über 15 m Hindernis | 461 m                                           |
| Landestrecke über 15 m Hindernis | 457 m                                           |